# جين والتعقل (رواية)
جين والتعقل (بالإنجليزية: Jane and Prudence)‏ هي رواية للكاتبة الإنجليزية باربرا بيم، نشرت عام 1953، عن دار نشر جوناثان كيب.